# Pages of Life
Pages of Life é um filme mudo britânico de 1922, do gênero drama, dirigido por Adelqui Migliar e estrelado por Evelyn Brent. É considerado um filme perdido.

## Elenco
- Evelyn Brent — Mitzi / Dolores
- Richard Turner — Valerius
- Jack Trevor — Lord Mainwaring

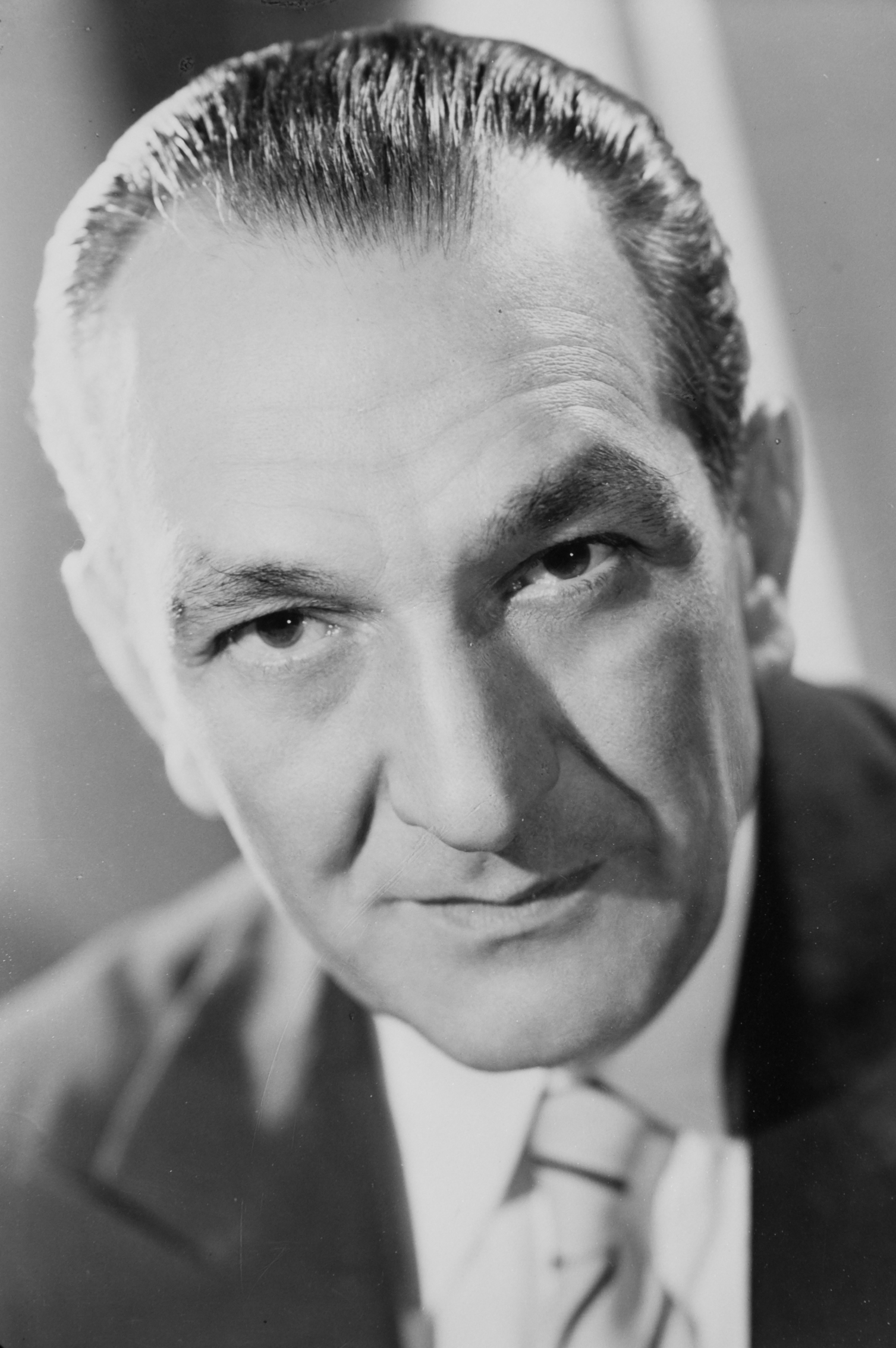
Adelqui Migliar, diretor

- Sunday Wilshin — Phyllis Mainwaring